# SOMED
La Sociedad marroco-emiratí de desarrollo (en francés: Société maroco-émiratie de développement; SOMED) es un conglomerado de empresas con sede en Marruecos, que opera en sectores estratégicos como la minería y la construcción, pero también abarca sectores de consumo, como el turismo o los concesionarios de vehículos. El capital de la sociedad está conformado por la compañía Al Mada, por fondos privados emiratíes y por el Gobierno de Marruecos.

## Historia
Fundada en 1982, SOMED es una sociedad de cartera privada con capital marroquí-emiratí que trabaja para el desarrollo económico y social de Marruecos y de otros países del Magreb. El Grupo está organizado por áreas de actividad estratégica: industria y comercio, automotriz, hoteles, bienes raíces, educación, alimentación y pesca. Además, el Grupo también gestiona participaciones financieras.
En 2001, el antiguo ministro marroquí del Interior, Mostapha Sahel preside SOMED, que cuenta con un total de 2 500 empleados.
En 2006, SOMED factura por el conjunto de sus negocios una suma estimada de 1 400 millones de dirhams.
En febrero de 2008, SNI anunció su entrada en el capital de SOMED comprando el equivalente a 1 240 millones de dirhams en acciones. El accionariado de SOMED está repartido entre :
- SNI (32,9 %)
- Fondos privados emiratíes (33,9 %)
- Tesoro Marroquí (33,25 %)

En 2010, SOMED construye el Mazagan Beach Resort, Casino, Golf y Spa, que vende a la institución pública CDG por un importe no divulgado.

## Filiales
El sitio web de la compañía menciona las filiales siguientes :

### Hoteles
- Sheraton Casablanca
- Hôtel Pullman Marrakech Resort and Spa
- Atlas Almohades Casablanca
- Atlas Almohades Agadir
- Atlas Almohades Tanger
- Hotel Barcelo Fès
- Hotel Wahate Aguedal Marrakech
- Hotel Atlas Hospitality Maroc Rabat

### Inmobiliaria
- SOMED Developpement

### Diversos
- Zellidja (compañía Rebab)[4]

### Agroalimentación
- SOPROLIVES
- UMEP
- OLICO

### Construcción, distribución e industria
- SFP Zellidja
- Fénie Brossette
- Sociedad de desarrollo Automovilístico (concesionario exclusivo de Maserati en Marruecos)

### Educación
- Universidad Internacional de Casablanca
- Elbilia